# محمدرضا زنوزی مطلق
محمدرضا زُنوزی مطلق (زاده ۱۳۴۴) مالک باشگاه فوتبال تراکتور همچنین سهام‌دار، مدیر و مالک چندین شرکت صنعتی، تولیدی و خدماتی در ایران است.

## موسسات
او مالک و سهام‌دار چندین شرکت تولیدی، صنعتی، خدماتی، علمی، بانکی و ورزشی در ایران تحت عنوان «شرکت هلدینگ توسعهٔ سرمایه‌گذاری دریک» است.
1. باشگاه فوتبال تراکتور
2. شرکت توسعه سرمایه‌گذاری دریک
3. هواپیمایی آتا
4. باشگاه فوتبال رخش خودرو
5. رخش خودرو دیزل
6. شرکت خدمات زمینی فرودگاهی آرمان تبریز
7. گروه سرمایه‌گذاری صنعت هوایی آتا
8. صنایع مس سهند آذران
9. صنایع فرآوری آهن و تیتانیم آذربایجان
10. گروه صنعتی توانگران سهند
11. دانشگاه جامع علمی-کاربردی بنیان دیزل
12. شرکت توان‌گستر آذر سهند تبریز
13. شرکت فنی و مهندسی سترگ آذران
14. سرمایه‌گذاری گسترش فولاد تبریز
15. آتا سنتر
16. شرکت گروه بازرگانی دُر شاهی تبریز
17. شرکت کولاک شرق
18. گروه صنعتی دُرپاد تبریز
19. شرکت سرمایه‌گذاری توسعهٔ آذربایجان
20. مجتمع آهن و فولاد سبلان
21. شرکت فروآلیاژ شهریار پارسا
22. مجتمع فولاد صائب تبریز
23. مجتمع ذوب‌آهن شمس تبریز
24. گروه کارخانجات یاقوت صنعت تبریز
25. مجتمع فولاد زنوز

## سمت‌های دولتی
محمدرضا زنوزی مطلق از سال ۱۳۷۶ تا ۱۳۹۶ رئیس هیئت بدمینتون آذربایجان شرقی بوده است.

## حاشیه‌ها
اسفندماه سال ۱۳۸۹ رسانه‌های مختلف داخلی و خارجی خبر دادند که یک ایرانی با پرداخت ۲ میلیارد و ۵۰۰ میلیون تومان خودروی شخصی محمود احمدی‌نژاد را که به منظور تأمین مسکن معلولان به مزایده گذاشته شده بود را خرید. درحالی که نام و مشخصات خریدار خودروی شخصی محمود احمدی‌نژاد به‌طور رسمی اعلام نشده است هفته نامه سیاسی وابسته به حمید رسایی از نمایندگان حامی رئیس‌جمهوری محمدرضا زنوزی مطلق را خریدار این خودرو معرفی کرد. در بسیاری از سایت‌های خبری مواردی از استفاده وی از رانت در دوران ریاست جمهوری محمود احمدی‌نژاد مطرح شده است. گفته می‌شود وی از حامیان اصلی مسعود پزشکیان در انتخابات ریاست جمهوری بوده است.

## ماجرای بدهی بانکی
تیرماه سال ۱۳۹۱ غلامحسین محسنی اژه‌ای سخنگوی قوه قضائیه در سی و یکمین نشست خبری خود با اصحاب رسانه، ضمن تأیید خبر بازداشت محمدرضا زنوزی مطلق علت بازداشت وی را مسائل مالی اعلام کرده بود. محمدرضا زنوزی مطلق با پرداخت ۱۳۸۰ میلیارد تومان از بدهی‌های خود و تعویق بقیه بدهیها آزاد شد.
همچنین در مرداد ۱۳۹۸ فهرستی از بدهکاران اصلی بانک تجارت منتشر شد و نام محمدرضا زنوزی با ۵۷۷ میلیارد و ۱۰۷ میلیون و ۹۰۰ هزار تومان تسهیلات غیرجاری در محافل خبری داخلی واکنش‌های زیادی را در پی داشت. اما دو روز بعد در نهایت روابط عمومی بانک تجارت طی بیانیه‌ای اعلام کرد، گروه‌های مالی و اقتصادی متعلق به محمدرضا زنوزی مطلق هیچ گونه بدهی معوقه ای به بانک تجارت ندارند.

## مجوز دریافت سهمیه شمش
زنوزی در مردادماه ۱۳۹۰ خواستار واگذاری سهمیه ماهانه ۶۵ هزار تن شمش تولید کارخانه فولاد خوزستان شد که این تقاضا مورد تأیید دولت وقت احمدی نزاد قرار گرفت و با توجه به مابه‌التفاوت هر هر کیلو ۱۳۰ تومانی قیمت آن در بازار ارزش افزوده‌ای در حدود بیش از ۱۰۰میلیارد تومان را دربرداشت.